# Nikolai Noskov
Nikolai Ivanovich Noskov (em russo:  Николай Иванович Носков; 12 de janeiro de 1956) é um cantor russo e ex-vocalista da banda de hard rock Gorky Park, quatro vezes vencedor do "Gramofone de Ouro".

## Biografia
Noskov nasceu em 12 de janeiro de 1956, na cidade de Gzhatsk, atualmente chamada Gagarin, numa família de classe trabalhadora.
Nikolai começou a se interessar por música desde à infância, principalmente por música folclórica. Ainda na infância, passou a participar de bandas amadoras. Aos quatorze anos, conquistou o primeiro lugar numa competição regional. Ao servir nas Forças Armadas da URSS, aprendeu sozinho a tocar piano, guitarra e bateria.
Em 1987, se tornou vocalista de uma banda de hard rock, chamada Gorky Park, com a qual participou no Festival de Rock de Moscou e fazendo turnês pelos Estados Unidos. Nikolai deixou a banda para se dedicar à sua carreira solo.

## Discografia
- НЛО (UFO, 1982)
- Gorky Park (1989)
- Mother Russia (1994)
- Я тебя люблю (Te amo, 1998)
- Стёкла и бетон (Vidro e Concreto, 2000)
- Дышу тишиной (Respirando o Silêncio, 2000)
- По пояс в небе (Cintura-profunda no Céu, 2006)
- Оно того стоит (Vale a Pena, 2011)
- Без названия (Sem Nome, 2012)